# Felix a Rose – Láska po francouzsku
Felix a Rose – Láska po francouzsku (v originále Décalage horaire) je francouzský hraný film z roku 2002, který režírovala Danièle Thompsonová. Snímek měl světovou premiéru na mezinárodním filmovém festivalu v Torontu dne 7. září 2002.

## Děj
Rose a Félix se náhodou setkají na letišti Charlese de Gaulla, protože jsou jejich lety zrušeny kvůli stávce na pařížském letišti a nepříznivým povětrnostním podmínkám. Rose je žena posedlá svým vzhledem a líčením, Félix je bývalý šéfkuchař, který má firmu na mražené potraviny ve Spojených státech.
Rose hledá nový život jako kosmetička v luxusním hotelu v mexickém Acapulcu, daleko od svého násilnického partnera Sergia, zatímco Felix cestuje do Mnichova, aby se na pohřbu své babičky setkal se svou bývalou přítelkyní, která se odstěhovala.
Oba měli složité vztahy se svými rodiči – Rose se svou majetnickou, hypochondrickou matkou, Felix se svým otcem, konzervativním šéfkuchařem, který se zdráhal uznat kulinářské vize svého syna.

## Obsazení
| Juliette Binocheová    | Rose         |
| Jean Reno              | Félix        |
| Sergi López            | Sergio       |
| Scali Delpeyrat        | doktor       |
| Raoul Billerey         | Félixův otec |
| Nadège Beausson-Diagne | pasažérka    |
| Alice Taglioniová      | stevardka    |
| Jérôme Keen            | správce      |
| Sébastien Lalanne      | barman       |
| Laurence Colussi       | stevardka    |
| Lucy Harrison          | stevardka    |

## Ocenění
- César: nominace na nejlepší herečku (Juliette Binocheová)